# Richard Stanhope
Richard Stanhope, född den 27 april 1957 i Blackpool i Storbritannien, är en brittisk roddare.
Han tog OS-silver i åtta med styrman i samband med de olympiska roddtävlingarna 1980 i Moskva.